# シルウァ・アルシアの戦い
シルウァ・アルシアの戦いは紀元前509年、古代共和政ローマ軍と、廃位させられたローマ王ルキウス・タルクィニウス・スペルブスに率いられたエトルリアのタルクィニイ、ウェイイ軍との戦いである。ローマ領内にあるシルウァ・アルシア(アルシアの森)付近で行われ、ローマは勝利したものの執政官の一人ルキウス・ユニウス・ブルトゥスが戦死した。
この戦いはタルクィニウスによる王座奪還作戦の一つであり、継続中であったエトルリアと拡大するローマ間の紛争の一部とも言える。ローマ史初期の出来事であり、幾分伝説的である。

## 背景
紀元前509年、ローマの王政は打倒され、初代執政官の選出と共に共和政ローマが設立された。廃位された王タルクィニウスの一族はエトルリアのタルクィニイ出身で、ウェイイではこれまでの敗戦とローマに土地を奪われた事を、タルクィニイでは同郷である事を訴え、両都市の支援を取り付けていた。

## 経過
タルクィニウスに指揮された両都市の軍を、執政官に率いられたローマ軍が迎え撃った。プブリウス・ウァレリウスは歩兵を、ブルトゥスは騎兵を率いており、同様に王はエトルリア歩兵を、彼の息子アルンスは騎兵を指揮していた。
まず騎兵同士がぶつかった。アルンスは遠方からの偵察でリクトルの存在を確認しており、それによって執政官の参戦を確信していた。すぐにブルトゥスが騎兵を指揮しているのを発見すると、このいとこ同士は突撃し、お互いを刺し貫いて共倒れとなった。歩兵もすぐに参戦し一進一退となったが、お互い右翼は優勢で、タルクィニイ軍はローマ軍を押し戻しており、ウェイイ軍は潰走しつつあった。しかしながら最終的にエトルリア軍は撤退し、ローマ兵たちは勝鬨をあげた。

## 影響

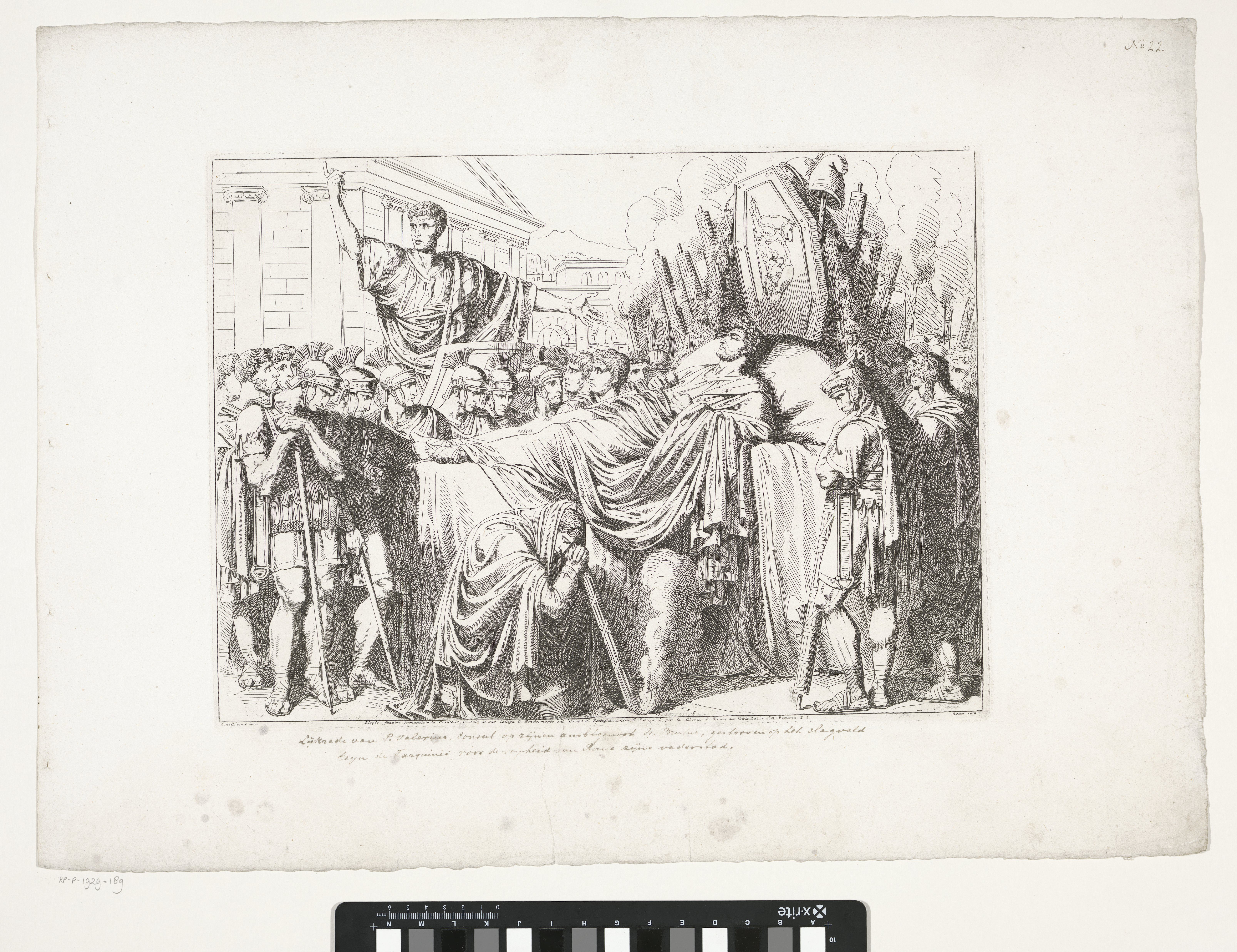
ブルトゥスの葬儀を描いたバルトロメオ・ピネッリのエッチング（1819年）

戦いの日の夜、リウィウスはシルウァヌスのものと信じられている声が森の側から聞こえてきた事を記録している。それによると、「エトルリア兵斃れしは、敵より一人多かりし。さればローマの勝ち戦。」
執政官ウァレリウスは潰走したエトルリア人から戦利品を獲得し、ローマへと凱旋した。凱旋式は紀元前509年の3月1日に挙行されたと記録されている。ブルトゥスの葬儀はウァレリウスによって盛大に挙行された。
リウィウスによると、ウァレリウスは紀元前509年中にウェイイ軍と再戦している。これがシルウァ・アルシアの戦いの続きなのか、また別の新たな紛争なのかはっきりせず、この戦いの詳細もまたわかっていない。